# 木戸康史
木戸 康史（きど やすし、1982年6月14日 - ）は、茨城県鹿嶋市出身で、Jリーグのベガルタ仙台などに所属した元プロサッカー選手。現役時代の主なポジションはミッドフィールダーだった。

## 経歴

### プロ入り前
1998年、鹿島アントラーズのジュニアユースからユースに昇格。鹿島ユースのメンバーとして、同年の第6回Jリーグユース選手権大会に優勝した。

### プロ入り後
2001年、当時J2リーグに所属していたベガルタ仙台へ入団した。ベガルタ仙台での公式戦出場機会はなかった。2002年シーズン終了後、当時関東サッカーリーグ2部に所属していたザスパ草津への移籍が発表された。

## 所属クラブ
- 1995年 - 1997年 鹿島アントラーズジュニアユース
- 1998年 - 2000年 鹿島アントラーズユース
- 2001年 - 2002年 ベガルタ仙台
- 2003年 ザスパ草津

## 個人成績
| 国内大会個人成績 | 国内大会個人成績 | 国内大会個人成績 | 国内大会個人成績 | 国内大会個人成績 | 国内大会個人成績 | 国内大会個人成績 | 国内大会個人成績 | 国内大会個人成績 | 国内大会個人成績 | 国内大会個人成績 | 国内大会個人成績 |
| 年度             | クラブ           | 背番号           | リーグ           | リーグ戦         | リーグ戦         | リーグ杯         | リーグ杯         | オープン杯       | オープン杯       | 期間通算         | 期間通算         |
| 年度             | クラブ           | 背番号           | リーグ           | 出場             | 得点             | 出場             | 得点             | 出場             | 得点             | 出場             | 得点             |
| 日本             | 日本             | 日本             | 日本             | リーグ戦         | リーグ戦         | リーグ杯         | リーグ杯         | 天皇杯           | 天皇杯           | 期間通算         | 期間通算         |
| ---------------- | ---------------- | ---------------- | ---------------- | ---------------- | ---------------- | ---------------- | ---------------- | ---------------- | ---------------- | ---------------- | ---------------- |
| 2001             | 仙台             | 27               | J2               | 0                | 0                | 0                | 0                | 0                | 0                | 0                | 0                |
| 2002             | 仙台             | 24               | J1               | 0                | 0                | 0                | 0                | 0                | 0                | 0                | 0                |
| 通算             | 日本             | 日本             | J1               | 0                | 0                | 0                | 0                | 0                | 0                | 0                | 0                |
| 通算             | 日本             | 日本             | J2               | 0                | 0                | 0                | 0                | 0                | 0                | 0                | 0                |
| 総通算           | 総通算           | 総通算           | 総通算           | 0                | 0                | 0                | 0                | 0                | 0                | 0                | 0                |

## 選手としての特徴
ベガルタ仙台への入団時、運動量が豊富でパスセンスがある選手と評価された。また、「目立つプレーではありませんがチームの力になれるように頑張ります」とコメントしていた。